# جاسمین ریچاردز
جاسمین ریچاردز (انگلیسی: Jasmine Richards؛ زادهٔ ۲۸ ژوئن ۱۹۹۰) یک موسیقی‌دان اهل کانادا است. وی از سال ۲۰۰۳ میلادی تاکنون مشغول فعالیت بوده‌است.